# 日経みんなの経済教室
日経みんなの経済教室（にっけい・みんなの・けいざい・きょうしつ）はBSジャパンで2013年11月2日から、日経CNBCでは同11月3日から 2016年3月26日まで放送されていた経済情報・教養番組である。
日本経済新聞の連載コラム「経済教室」を原作としたテレビ版で、最近の経済の動向について、専門のエコノミストが分かりやすく分析・解説するものである。BS・CSでの放送のほか、それらが視聴できない視聴者に対応するのと、復習ができるようにするために番組サイトで動画配信が行われる。

## 放送日
- BSジャパン 土曜日10:00 - 10:30（2015年4月 - 2016年3月）（生放送）
- 日経CNBC 日曜日22:30 - 23:00（前日放送分のディレイ　2013年度も同じ）

過去の放送
- BSジャパン
  - 土曜日17:30 - 18:00（2013年11月 - 2014年3月）（生放送）
  - 日曜日18:30 - 19:00（2014年4月 - 2015年3月）（生放送）
- 日経CNBCは上記の時間と同じであるが、2014年度は当日生放送分のディレイ放送だった

## 出演者

### 講師
- 伊藤隆敏
- 伊藤元重
- 元橋一之
- 柳川範之
- 土居丈朗
- 佐々木百合
- 安藤至大
- 安田洋祐
- 清水順子
- 加藤久和
- 小黒一正
- 入山章栄
- 大橋弘

他

### 室長
- 滝田洋一
- 鈴木亮
- 清水真人
- 山口聡
- 清水功哉
- 中山淳史
- 小平龍四郎
- 小栗太
- 松林薫

他

### 助手
- 長沼秀美（2014年4月6日〜9月28日）

### 書の扉
- 西岡幸一

企業の経営者が出演する回もあった。リニューアル後は不定期に。

### 経済教室この一本！
- 渡邊園子（2015年10月10日～2016年1月16日,3月19日〜）
- 前田裕之（2016年1月23日～3月12日）

### キャスター
- 佐久間あすか（日経CNBC専属キャスター　2013年11月2日〜2014年9月28日）
- 前田海嘉（テレビ東京アナウンサー　2014年10月5日〜）

### ナレーター
- 瀬乃加奈子（2013年11月2日～2015年5月30日）
- 川崎恵理子（2015年6月6日～）

## スタッフ
- 構成・演出：友利栄太郎、小津直子
- スタジオ技術：テクノマックス
- 編集：河野匡昭（まるビデオ）
- MA：吉永龍哉
- 制作P：為ヶ谷弘
- プロデューサー：遠藤和樹（BSジャパン）
- 制作協力：日本経済新聞社、日経CNBC
- 製作：BSジャパン、日経映像

- オープニングテーマ曲：「Alice in FutureLand」うさぎのなみ平（2014年4月10日～）

## テーマ
1. 財政再建
2. 規制改革
3. 法人税減税
4. 膨らむ医療費
5. 中国の経済改革
6. アベノミクスの次の焦点
7. FRB
8. 公務員制度改革
9. 消費者物価
10. 2014年日本経済の焦点（特番のためこの回のみBSジャパンも日曜日放映）
11. 人口動態と経済
12. アメリカの金融規制
13. 人的資本
14. エネルギー政策
15. 賃上げと経済成長
16. 金融緩和とお金の流れ
17. 新興国経済の課題
18. 消費税の増税
19. 東日本大震災復興と公共事業
20. 法人減税と企業
21. TPP
22. 経常収支
23. 人口減と雇用（この回以後BSジャパン・日経CNBCとも日曜日の放映となる）
24. イノベーション
25. G8とG20
26. 揺れる年金
27. 日本銀行の金融政策
28. 地球温暖化
29. 企業会計国際化
30. インフレーション
31. 労働規制改革
32. ドイツ経済
33. 農業改革
34. 年金の未来
35. 電力自由化
36. 日本の中小企業
37. 成長戦略
38. 為替の仕組み（明治学院大学公開授業）
39. 女性の活躍と経済
40. 政権の安定
41. 社外取締役
42. 人事と賃金
43. お金の成り立ち
44. 経済成長の罠
45. 個人情報
46. 貿易自由化
47. 企業統治と稼ぐ力
48. お金のグローバル化
49. 年金は維持できるか?
50. 消費税は必要か?
51. リーマンショックはなぜ起きた?
52. 金融緩和の出口で何が見える?
53. 税金はなぜ必要か?（慶應義塾大学公開授業）
54. 地方経済は活性化できるのか?
55. どうする?日本の電力
56. 発明は誰のもの?
57. 人口減少は食い止められるのか?
58. クラウドは経済を変えるのか?
59. 女性が輝く社会とは?（実践女子大学公開授業）
60. 円安効果はなぜ消えた？
61. 今年の注目ニュース（2014年の経済総括）
62. 2015どうなる日本経済
63. 地域からの地方創生（高知大学公開授業）
64. 会計基準で何が変わる?
65. 医療保険は維持できる?
66. 財政は再建できる?
67. 価格は誰が決めるのか?（東京都市大学等々力高等学校公開授業）
68. ユーロは維持できるか?
69. 格差は広がるか?
70. どうなる?春闘
71. 所得税改革は必要? （公開セミナー）
72. 長期金利はなぜ低い?
73. 社会保障は改革できるか?
74. 起業を増やすには?
75. 異次元緩和3年目の課題（この回以後BSジャパンの放送曜日が土曜日に復帰）
76. 働き方改革（公開セミナー）
77. 社外取締役を活かすには
78. マイナンバー
79. アジアインフラ投資銀行
80. 水素社会
81. 検証・地方財政
82. 日本企業の稼ぐ力
83. 女性登用を活かすには
84. 欧州連合の未来
85. ニッポンの格差（明治大学公開授業）
86. 広がる世代間格差（明治大学公開授業）
87. 国家資格と日本経済
88. TPPと地域統合（東京外国語大学公開授業）
89. 財務と成長戦略
90. 円安の行方
91. 人が育つ職場とは（一橋大学公開授業）
92. 郵政民営化
93. TPPのゆくえ
94. バブル
95. 価格の差別
96. 相続税
97. 中国経済
98. アメリカの利上げ
99. 人材派遣
100. イノベーション創出（早稲田大学公開授業）
101. 討論イノベーション（早稲田大学公開授業）
102. コンビニの未来
103. 人民元
104. 経済予測（東京理科大学公開授業）
105. 教育と経済
106. TPPをどう活かす
107. 電力自由化（東京大学公開授業）
108. 消費税の軽減税率
109. 南シナ海問題
110. 為替は予想できるか（学習院大学公開授業）
111. 米利上げで世界は？
112. フィンテック
113. 医療の未来
114. 日本人は活躍できるか
115. 日本人は活躍できるか・延長戦
116. グローバル企業
117. 広がる格差（若年層）
118. 人工知能は職を奪うか
119. 原油安は続くか
120. 中国経済の行方
121. アジアの少子化
122. マイナス金利
123. どうなる春闘2016
124. どうなる欧州
125. 電力自由化
126. 日本は成長できるか？

この他に番外編として2014年3月19日に公開講座が特別番組として放送されている。